# Antero Vipunen
Antero Vipunen, llamado El guardián de los hechizos, es un gigante que figura en la mitología finlandesa y en los poemas de Kalevala. Fue enterrado bajo tierra y posee algunos antiguos conjuros muy valiosos. 
El dios-héroe Väinämöinen posee un conjuro con tres palabras (o luotes). Para despertar al durmiente Vipunen, clava estacas en su tumba, en su boca o estómago. Lo golpea tan fuerte en el estómago que lo hace despertar, y dice las anteriormente mencionadas palabras para quitarle el dolor de estómago. 

## Otro
Antero Vipunen obtuvo ese nombre de un libro editado por Yrjö Karilas, el cual describe varios juegos a los cuales atribuye varios conocimientos especiales.